# Живри (Саона и Лоара)
Живри (фр. Givry) насеље је и општина у источном делу централне Француске у региону Бургоња, у департману Саона и Лоара која припада префектури Шалон сир Саон.
По подацима из 2011. године у општини је живело 3694 становника, а густина насељености је износила 141,91 становника/km². Општина се простире на површини од 26,03 km². Налази се на средњој надморској висини од 209 метара (максималној 447 m, а минималној 181 m).

## Демографија
| 1962. | 1968. | 1975. | 1982. | 1990. | 1999. | 2011. |
| ----- | ----- | ----- | ----- | ----- | ----- | ----- |
| 2.175 | 2.200 | 2.560 | 3.125 | 3.340 | 3.596 | 3.694 |

График промене броја становника у току последњих година